# Parafia św. Jakuba Apostoła w Czerminie
Parafia Świętego Jakuba Apostoła w Czerminie – parafia rzymskokatolicka należąca do dekanatu czermińskiego diecezji kaliskiej. Parafia liczy 1498 wiernych.
Do parafii należą następujące miejscowości: Czermin, Korzkwy, Kurcew, Mamoty, Skrzypnia, Wola Duchowna, Żale.

## Historia

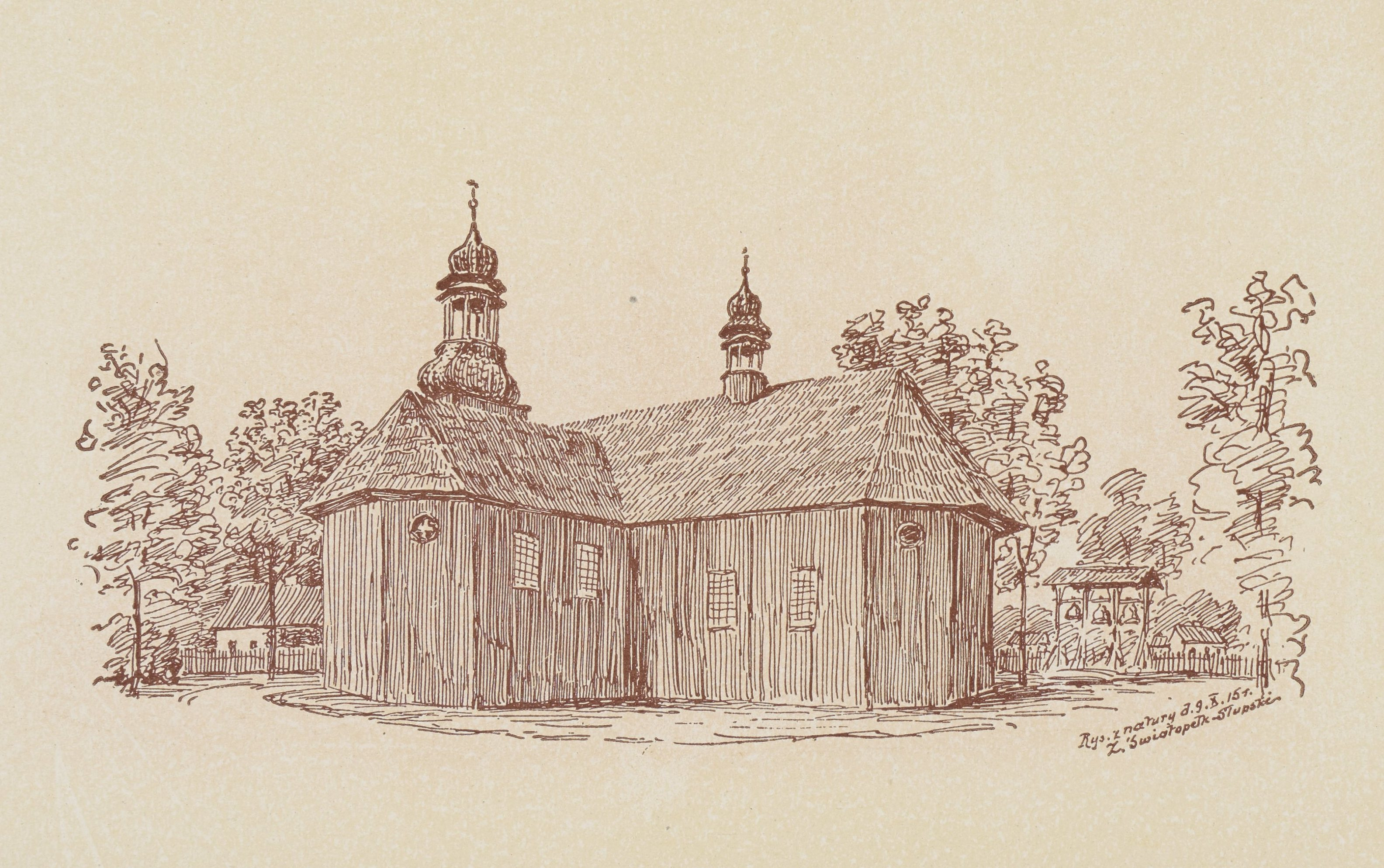
Widok kościoła przed 1917

Parafia istniała już prawdopodobnie w XII wieku. W źródłach pisanych została pierwszy raz wymieniona w 1411, jej proboszczem był wówczas Nieborza z Wierzchosławic. Kolejny wymieniony w źródłach pisanych proboszcz to Czestko ze Strzydzewa w 1450 roku. Parafię wizytowano w 1639. W ówczesnej księdze wizytacyjnej odnotowano istnienie drewnianego kościoła pw. św. Jakuba Apostoła, którego fundatorem był Jan Tomicki. Istniejący do dzisiaj kościół wzniesiono w latach 1719–1725 z fundacji dziedziców Czermina Ulatowskich. Parafia należała wówczas do diecezji gnieźnieńskiej, gdyż kościół konsekrował sufragan tej diecezji, bp Franciszek Kraszkowski 22 lipca 1730 roku. W parafii pracował w latach 1910–1914 jako wikariusz oraz w 1914 jako administrator bł. ks. Jan Nepomucen Chrzan.
Od 25 marca 1992 parafia terytorialnie należy do diecezji kaliskiej.
W świątyni czczony jest obraz Matki Bożej Czermińskiej z 1662 roku. Parafia posiada relikwie Krzyża Świętego. Odpusty parafialne odbywają sięː 25 lipca ku czci Jakuba Apostoła oraz 19 marca ku czci św. Józefa.

## Proboszczowie
- ks. kan. Marian Ostach – od 2001[5]
- ks. A. Frąckowiak (1991-2001)
- ks. M. Ratajczak (1987-1991)
- ks. H. Bamber (1975-1987)
- ks. Z. Kaczmarek (1961-1975)
- ks. K. Frąckowski (1958-1961)